# Что есть что
Что есть что — серия детской энциклопедической литературы, издававшаяся в России издательством Слово в качестве перевода немецкой серии Was ist was. Впоследствии российским издателем был выпущен ряд книг серии, не основанных на зарубежных изданиях.
Позднее переводы серии книг на русский язык выпускает издательство Мир книги под брендом Зачем и почему, которое отсылает к американскому названию серии How and why. В 2020-2021 годах переводы книг "Was ist was" под брендом "Что есть что" выпускало издательство "Эксмодетство".

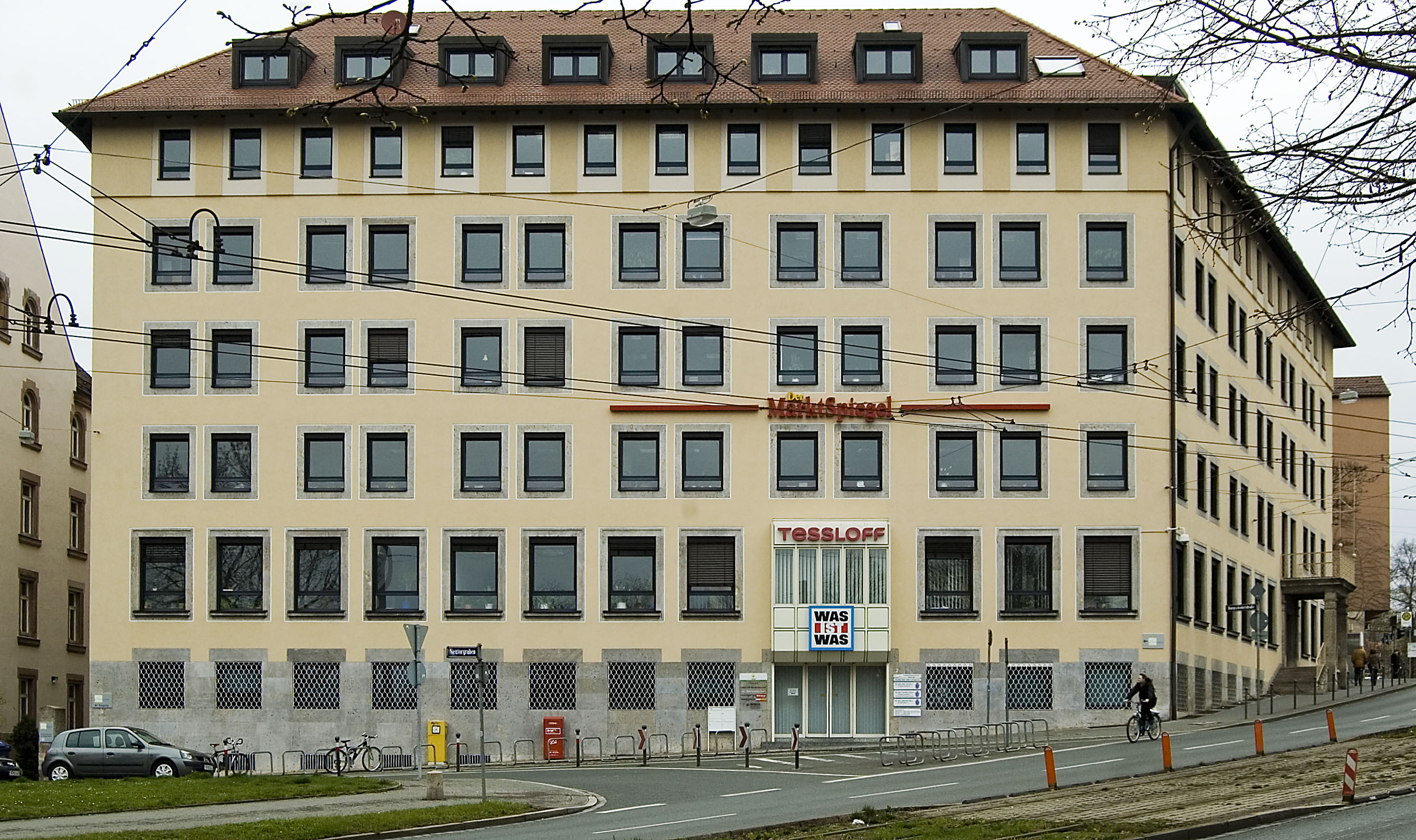
Логотип Was ist was можно увидеть над входом в здание издательства Tessloff Verlag в Нюрнберге.

Немецкая серия Was ist was выпускается издательством Tessloff Verlag с 1961 года. Её прообразом послужила американская серия How and Why Wonder Books, выпускавшаяся под эгидой департамента HHS в 1960—1970 годах компанией Wonder Books, Inc., принадлежавшей издательству Grosset & Dunlap.
Переводы немецкой серии доступны и на других языках помимо русского, в частности, издательство Fraus выпускает под названием Co? Jak? Proč? чешский перевод серии.
Под брендом Was ist was выходит телевизионная передача, выпускается мультимедийная продукция. Аналогичная серия чешских телевизионных передач показывалась по каналу Minimax.
Русская серия книг Что есть что в 2002 году была удостоена премии ММКВЯ «Лучшие издания XIV ММКВЯ» в номинации «Мир детства»

## Серии
Издательство "Слово"

Переводы:
- Семь чудес света
- Путешественники-первооткрыватели
- Стихийные бедствия
- Древние греки
- Динозавры
- Время
- Погода
- Атомная энергия
- Гладиаторы
- Слоны
- Звёзды
- Крестоносцы
- Ведьмы
- Солнце
- Пирамиды
- Лошади
- Мосты
- Кошки
- Сокровища (пропавшие и найденные)
- Собаки
- Пираты
- Пещеры
- Самураи
- Человекообразные обезьяны
- Флаги
- Деревья
- Мультимедиа и виртуальные миры
- Птицы
- Загадочные явления
- Арктика и Антарктика
- Наше тело
- Рыбы
- Тропический лес
- Internet (специальный выпуск)
- Индейцы
- Корабли

Книги российских авторов, не основанные на зарубежных изданиях:
- Небо
- Деньги России
- Семь чудес света (то же название, что и у переведенной книги, но другое содержание)
- Древняя Русь
- Мавры
- Планеты
- Мифы Славян
- Земля
- Лес
- Музеи
- Пчёлы, шмели, осы
- Вода
- Хищники
- Орбитальные станции
- Ядовитые растения
- Византия
- Горы
- Древний Китай
- Географические карты
- Бабочки
- Возрождение
- Живопись
- Календарь
- Волки
- Подводные исследования
- Московская Русь
- Античные мифы в искусстве
- Скульптура
- Куклы
- Древняя Греция
- Книга
- Попугаи
- Почтовые марки
- Реки и озера

Издательство "Эксмодетство"

Переводы:
- Чудеса света
- Земля
- Луна
- Древняя Греция
- Динозавры
- Человек
- Погода
- Великие открытия
- Окаменелости
- Средние века
- Звёзды
- Планеты
- Замки
- Автомобили
- Древний Египет
- Каменный век
- Вселенная